# Amerikansk växthusdammsnäcka
Amerikansk växthusdammsnäcka (Pseudosuccinea columella) är en snäckart som först beskrevs av Thomas Say 1817.  Amerikansk växthusdammsnäcka ingår i släktet Pseudosuccinea och familjen dammsnäckor. IUCN kategoriserar arten globalt som livskraftig. Arten är reproducerande i Sverige. Inga underarter finns listade i Catalogue of Life.

## Bildgalleri

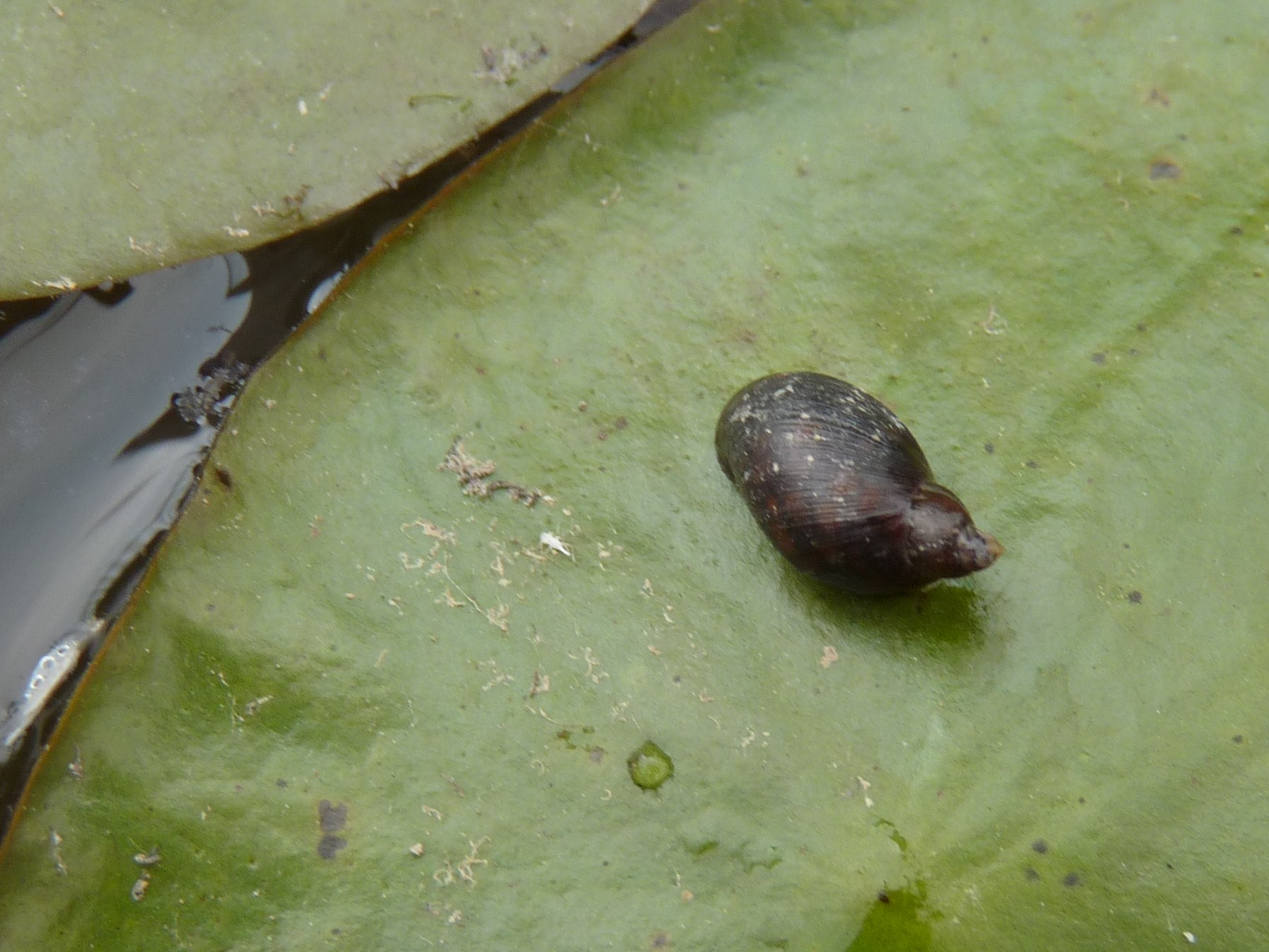
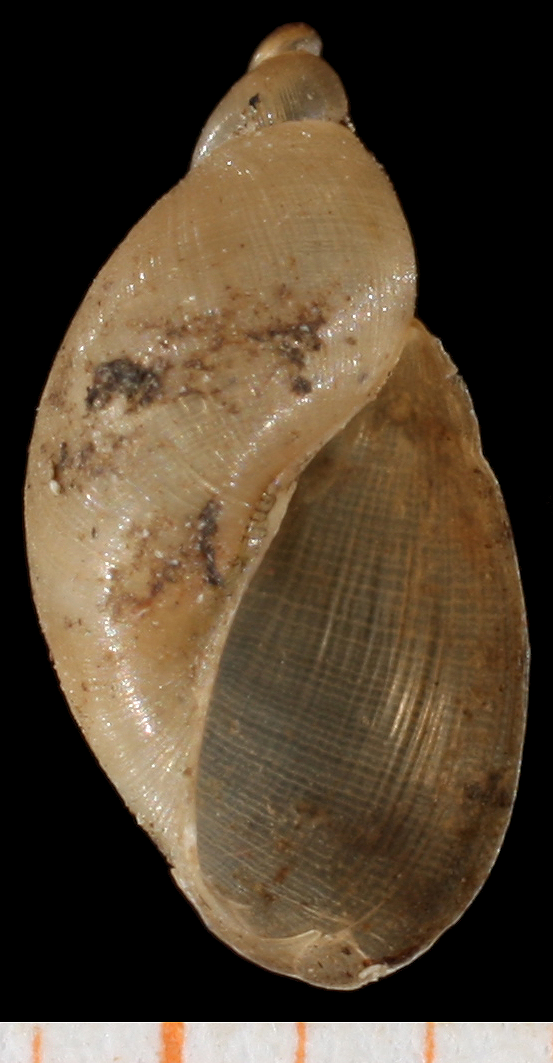
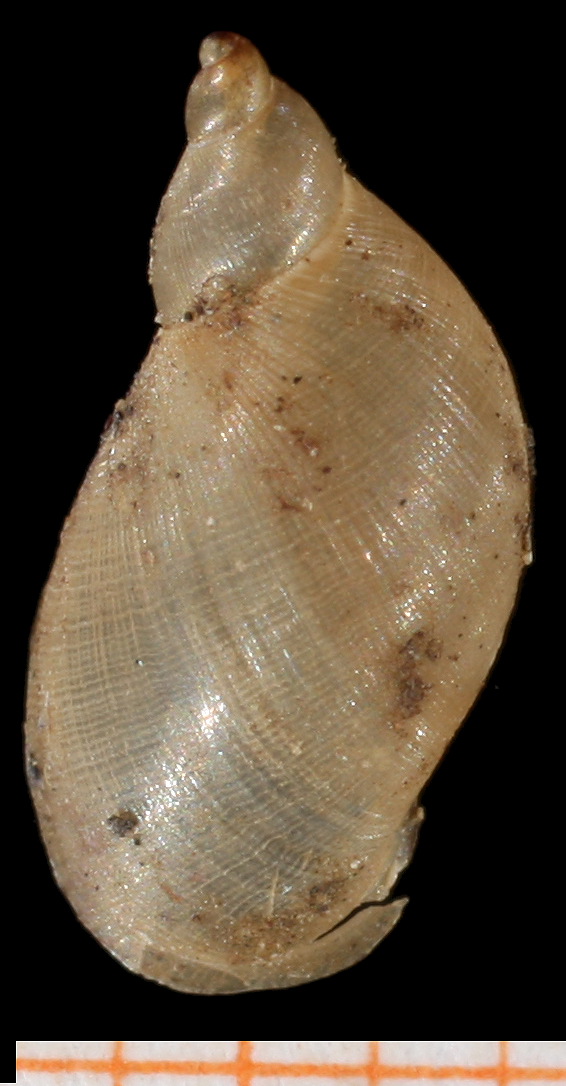
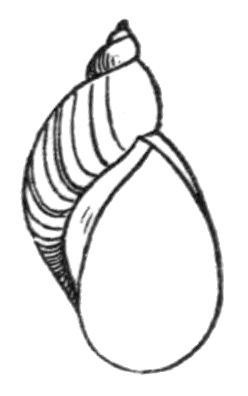
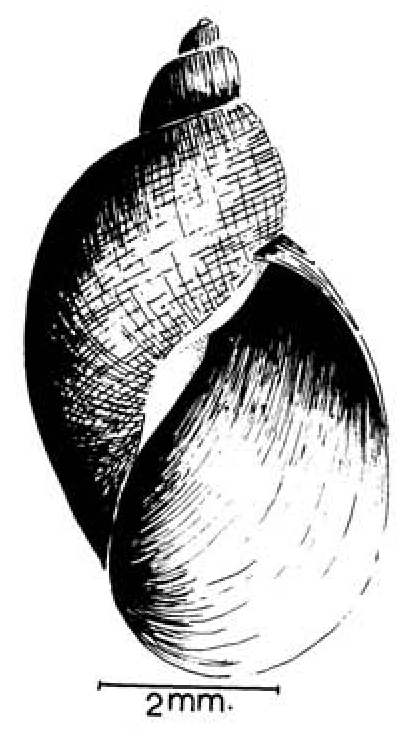
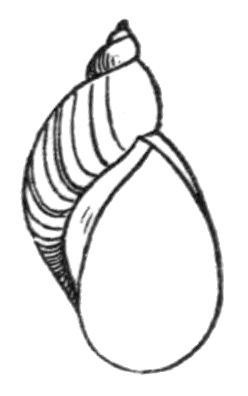